# Xishan Xiang (socken i Kina, Yunnan, lat 25,96, long 99,67)
Xishan Xiang (kinesiska: 西山, 西山乡) är en socken i Kina. Den ligger i provinsen Yunnan, i den sydvästra delen av landet, omkring 320 kilometer väster om provinshuvudstaden Kunming.
Genomsnittlig årsnederbörd är 1 028 millimeter. Den regnigaste månaden är juli, med i genomsnitt 283 mm nederbörd, och den torraste är november, med 7 mm nederbörd.